# 格施萬德巴赫河
47°43′20″N 11°49′53″E / 47.72234°N 11.83141°E

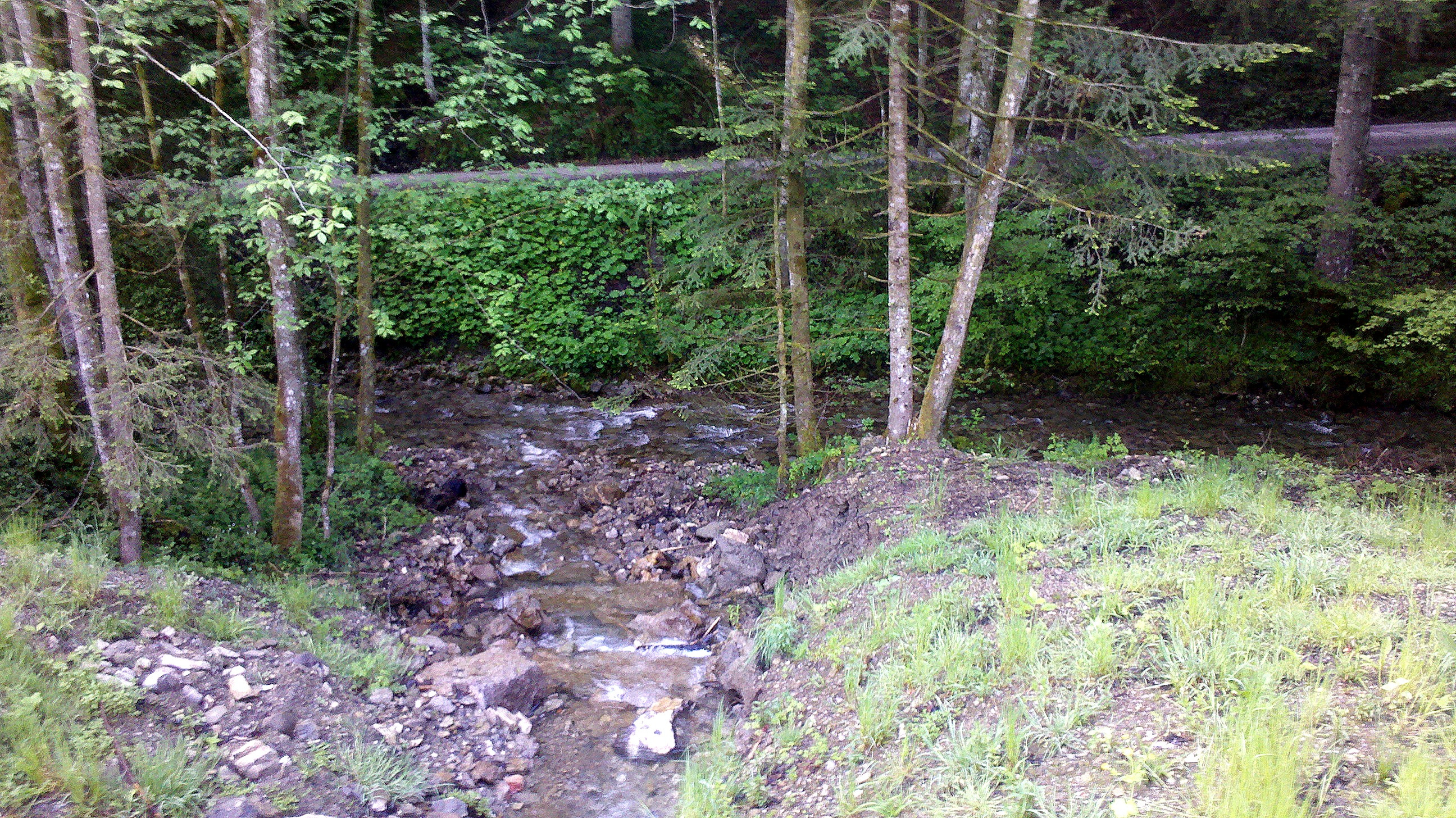

格施萬德巴赫河是德國的河流，位於該國東南部，由巴伐利亞負責管轄，屬於布賴滕巴赫河的左支流，河道全長1.7公里，發源自奧爾山東南坡。